# Estação Notre-Dame-des-Champs
Notre-Dame-des-Champs é uma estação da linha 12 do Metrô de Paris, localizada no 6.º arrondissement de Paris.

## História
A estação foi aberta em 5 de novembro de 1910 na linha A (atual linha 12) da Société du chemin de fer électrique souterrain Nord-Sud de Paris (dita Nord-Sud).
Deve o seu nome à rua Notre-Dame-des-Champs, que cruza o boulevard Raspail no qual a estação está situada; seus dois acessos levam para o mesmo boulevard. Vindo do sul de Paris, a linha, que aborda a estação após duas curvas consecutivas, começa seu maior alinhamento reto até a estação Rue du Bac.

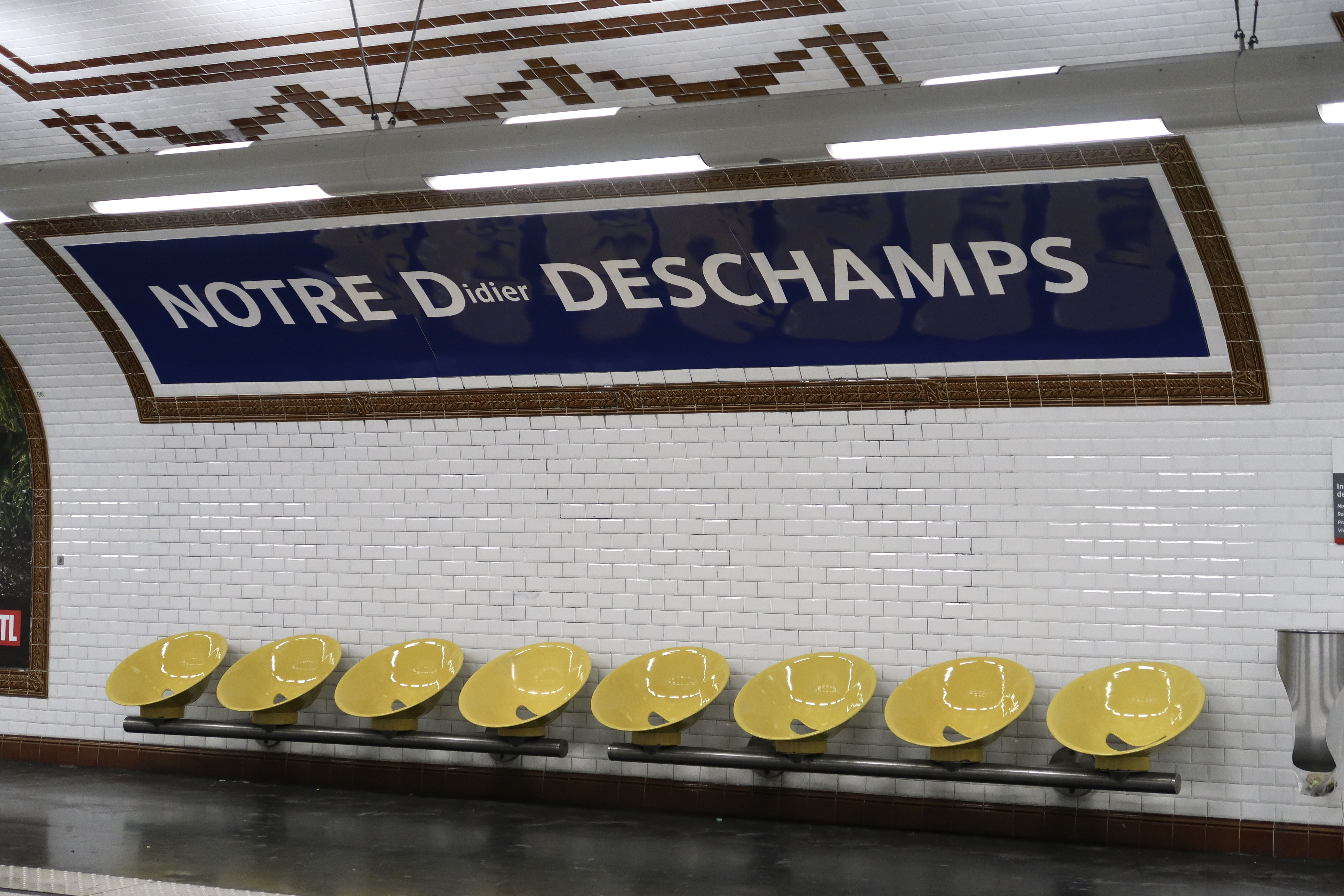
Renomeação efêmera em julho de 2018

A partir da década de 1950 até 2007, os pés-direitos eram revestidos com uma curvatura metálica com montantes horizontais verdes e quadros publicitários dourados iluminados. Antes de sua remoção para a renovação da estação dentro do quadro do programa "Renouveau du métro" da RATP, foi completada com assentos "coque" característicos do estilo "Motte", de cor verde. As obras de modernização, concluídas em 2008, consistiu em restaurar nas plataformas sua decoração "Nord-Sud" original.
Em 2011, 2 030 493 passageiros entraram nesta estação. Ela viu entrar 2 077 450 passageiros em 2013 o que a coloca na 245ª posição das estações de metrô por sua frequência em 302.
Em 16 de julho de 2018, placas nominativas foram temporariamente colocadas no lugar sobre o nome da estação em faiança a fim de celebrar a vitória da Equipe da França na Copa do Mundo de Futebol de 2018, como em outros 5 estações. Notre-Dame-des-Champs foi humoristicamente renomeada "Notre Didier Deschamps", em homenagem ao treinador Didier Deschamps.

## Serviços aos Passageiros

### Acessos
A estação tem um único acesso situado no terrapleno do boulevard Raspail, na altura do n° 112, e uma escada rolante de saída dando a direita do n° 118. A entourage da entrada principal é do estilo característico da Nord-Sud.

### Plataformas
Notre-Dame-des-Champs é uma estação de configuração padrão: ele possui duas plataformas laterais separadas pelas vias do metrô e a abóbada é semi-elíptica, forma específica das antigas estações da Nord-Sud. As telhas e a cerâmica mantêm a decoração original, com quadros publicitários e as entourages do nome da estação de cor marrom, padrões geométricos marrons sobre os pés-direitos e a abóbada, o nome inscrito em faiança branca sobre fundo azul de tamanho pequeno no topo dos quadros publicitários e de tamanho muito grande entre esses quadros, bem como as direções que são incorporadas na cerâmica nos tímpanos. As telhas de faiança brancas biseladas recobrem os pés-direitos, a abóbada e tímpanos. A iluminação é fornecida por duas bandas-tubos e os assentos são de estilo "Akiko" de cor amarela.

### Intermodalidade
A estação é servida pelas linhas 58, 68 e 82 da rede de ônibus RATP.

Galeria de fotografias
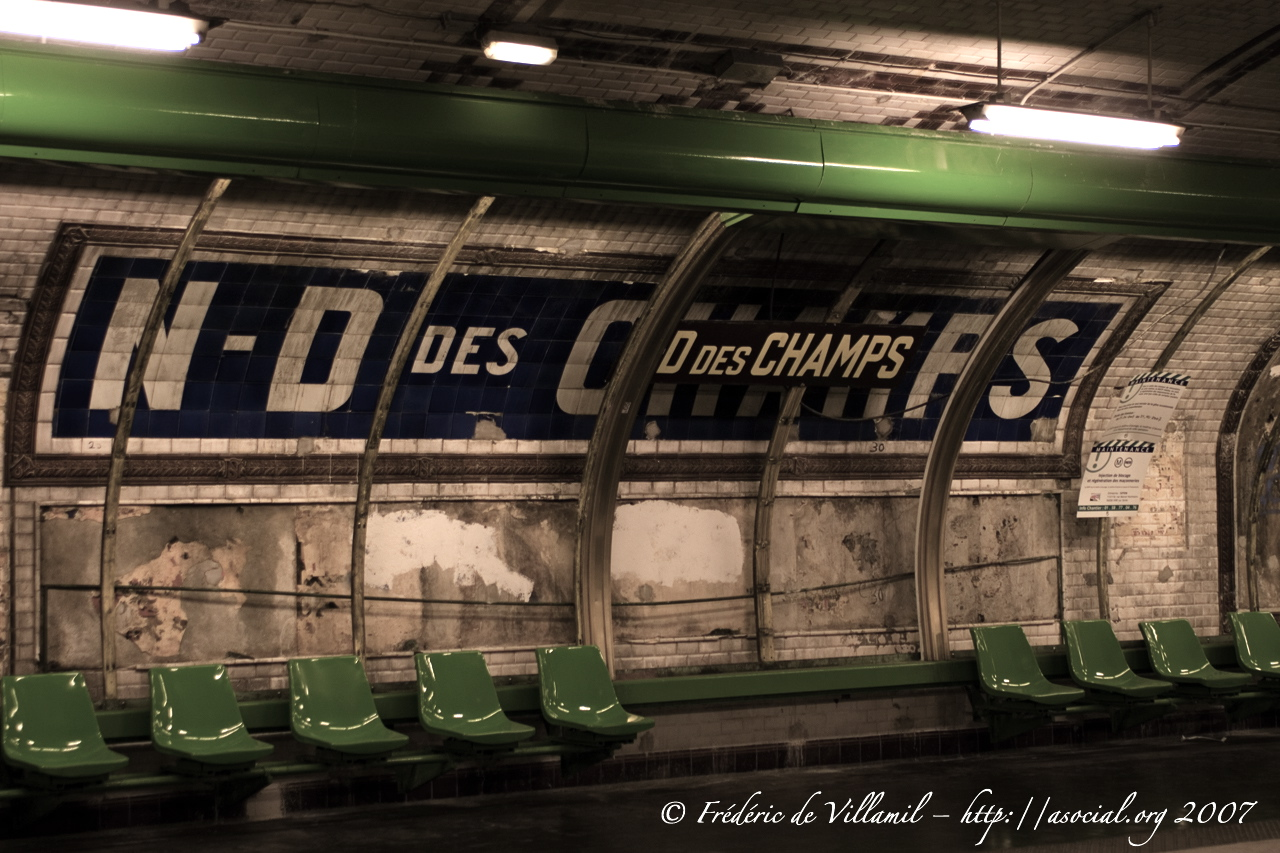
Descarroçada em 2007, a decoração original da Nord-Sud reaparece.
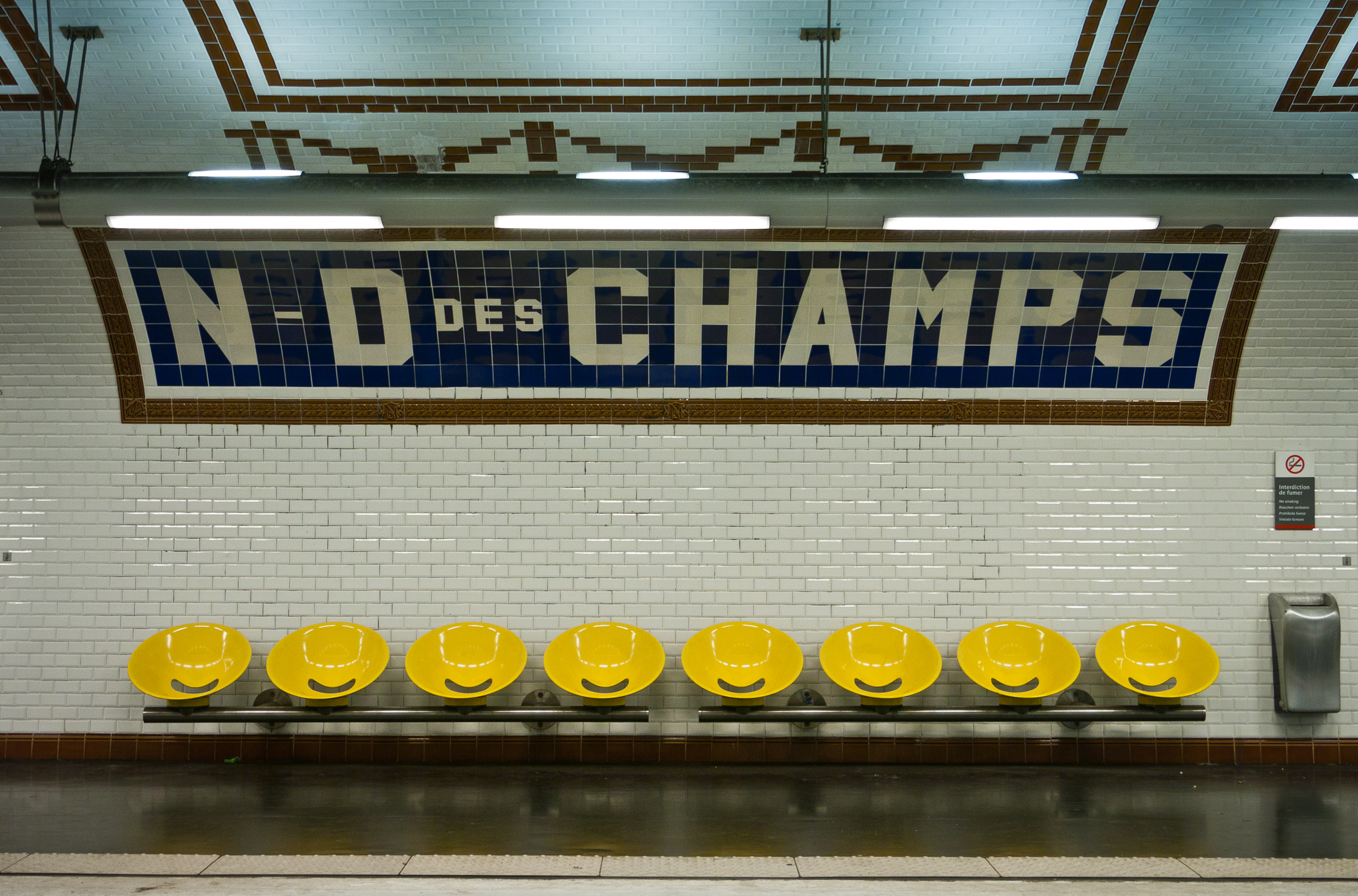
Decoração original inteiramente refeita.
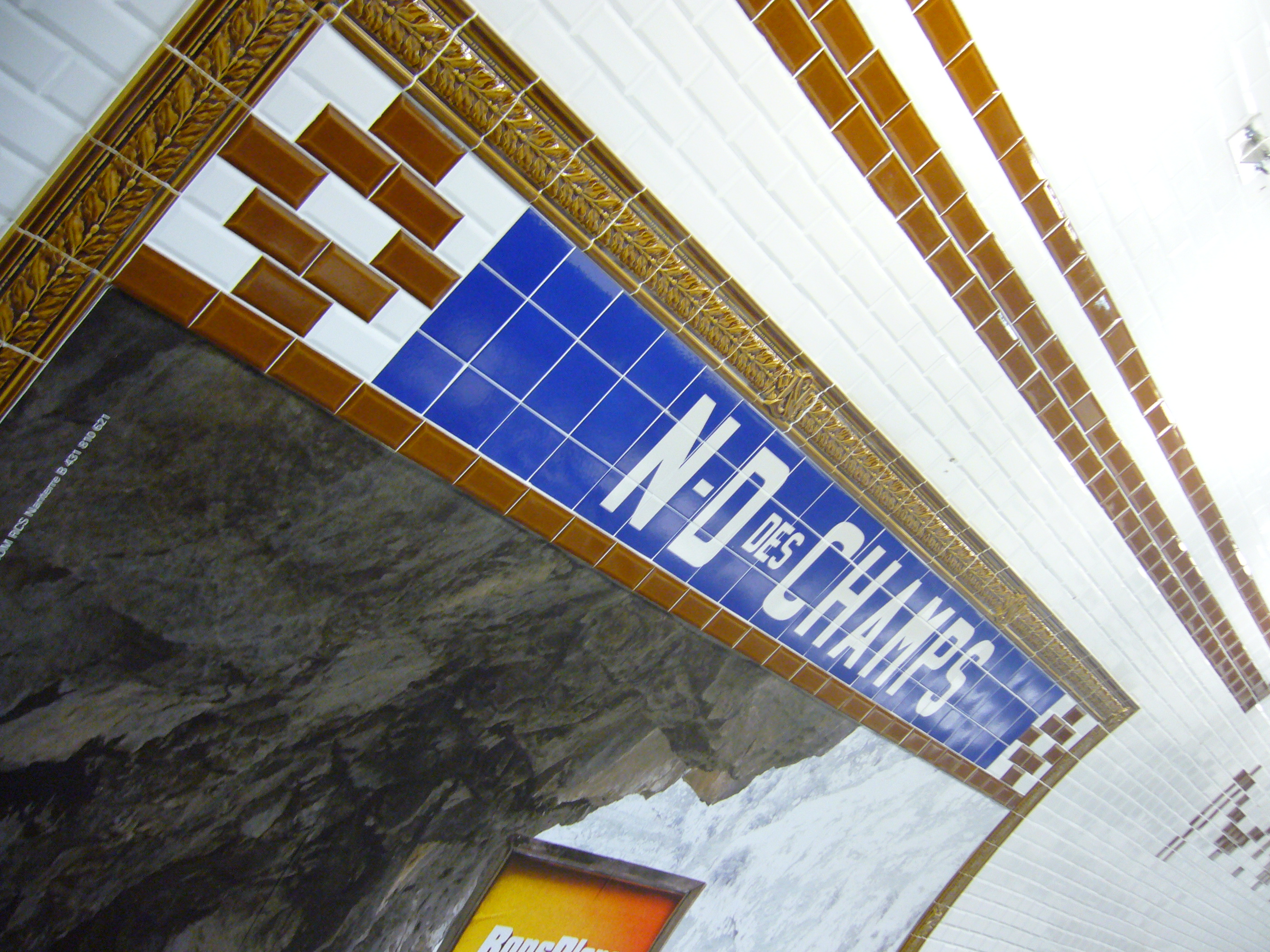
Inscrição em faiança com o nome da estação.
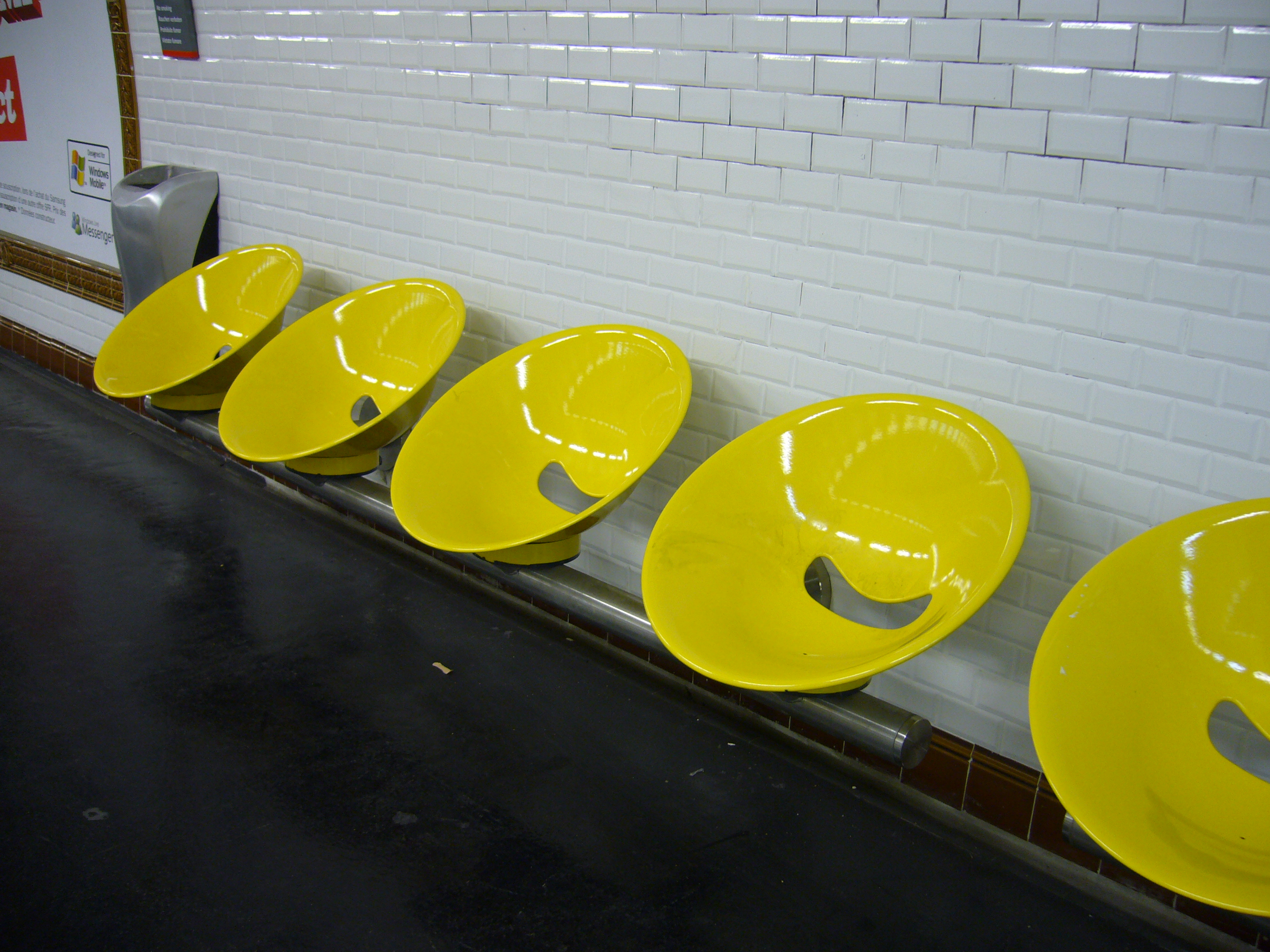
Assentos Akiko.